# Maast-et-Violaine
Maast-et-Violaine é uma comuna francesa na região administrativa de Altos da França, no departamento de Aisne. Estende-se por uma área de 10,96 km². Em 2010 a comuna tinha 152 habitantes (densidade: 13,9 hab./km²).